# John Wolyniec
John Wolyniec (* 24. Januar 1977 auf Staten Island, New York City, New York) ist ein ehemaliger US-amerikanischer Fußballspieler auf der Position eines Stürmers, der heute als Fußballtrainer und -funktionär in Erscheinung tritt.
Im Laufe seiner Karriere war er bei diversen Major-League-Soccer-Franchises unter Vertrag, wobei vor allem sein Heimatteam New York Red Bulls bzw. unter dem früheren Namen MetroStars auftretend zu erwähnen ist, zu dem er im Laufe seiner Karriere immer wieder zurückkehrte und bei dem er zu den meisten Einsätzen seiner aktiven Karriere kam. Im Jahre 2004 absolvierte er zwei Länderspiele für die US-amerikanische Nationalmannschaft, wobei er selbst torlos blieb und danach nicht wieder in der Nationalelf seines Heimatlandes eingesetzt wurde.
Zuletzt trainierte er von Februar 2015 bis Dezember 2021 die New York Red Bulls II, das zweite Profiteam der New York Red Bulls, mit Spielbetrieb in der drittklassigen nordamerikanischen USL Championship. Seit Mai 2022 ist er Technischer Direktor bei den San José Earthquakes.

## Karriere

### Karrierebeginn und College-Laufbahn
John Wolyniec wurde am 24. Januar 1977 als ältester von zwei Söhnen des einstigen Stabhochspringers John Wolyniec senior und dessen Ehefrau Patricia, einer späteren Computerlehrerin an der späteren High School ihres Sohnes, auf Staten Island, einem der fünf Boroughs von New York City, im US-Bundesstaat New York geboren, wo er auch aufwuchs und seine Schulausbildung absolvierte. Ab einem Alter von fünf Jahren machte er erste Erfahrungen mit dem Fußballsport. Bereits während seiner Zeit an der lokalen Monsignor Farrell High School in der Oakwood-Nachbarschaft von Staten Island war der polnischstämmige Wolyniec – die polnische Schreibweise seines Familiennamens würde Wołyniec lauten – unter dem Hall-of-Famer Jack Hynes als Fußballspieler, hierbei noch im Mittelfeld, aktiv und setzte diese Laufbahn auch an der Fordham University in der Bronx weiter fort. Dort begann er im Jahre 1995 ein Studium der Mathematik (Major-Studium) und der Physik (Minor-Studium) und war parallel dazu für die Herrenfußballmannschaft der Sportabteilung Fordham Rams aktiv. In seiner bis 1998 dauernden Studienzeit (Abgangsjahrgang 1999) entwickelte er sich zu einem der offensivgefährlichsten College-Fußballspieler seiner Zeit. Den Weg zur Fordham University fand Wolyniec durch seinen späteren Trainer, den aus Österreich stammenden Frank Schnur, der ihn bereits im Jahre 1992 entdeckte, als Schnur als Leiter des Olympic-Development-Programs des Bundesstaates New York ein Probetraining auf Long Island abhielt. Zu dieser Zeit wurde er als klein und schmächtig und mit einer Größe von etwa 155 cm, sowie einem Gewicht von etwa 45 kg beschrieben. Zum damaligen Zeitpunkt sah Trainer Schnur von einer Verpflichtung des jungen Offensivspielers ab, kam aber etwa ein Jahr später auf den Jungen aus Staten Island zurück, besuchte ihn in seinem Elternhaus in der Annadale-Nachbarschaft von Staten Island und bot ihm persönlich ein Stipendium für die Fordham University an, was Wolyniec in weiterer Folge auch annahm.
Bereits in seinem ersten Jahr am College, seinem Freshman-Jahr, agierte Wolyniec sehr offensivgefährlich, konnte seine Leistungen jedoch noch von Jahr zu Jahr steigern. Nachdem er 1995 neun Tore und sieben Torvorlagen beigesteuert hatte, waren es im Jahr 1996 bereits 17 Treffer und elf Assists. Damit rangierte er in der bisherigen Torschützenliste der Fordham Rams, die Einzelspielzeiten betrachtend, hinter John „Jack“ Shannon, der es im Jahre 1982 auf 20 Treffer gebracht hatte, auf dem zweiten Rang. Obgleich er bereits während dieser Zeit als Spieler mit großem Potenzial galt, folgten die ersten individuellen Erfolge und Auszeichnungen erst in seinem Junior-Jahr 1997, als er seine Torgefährlichkeit noch einmal weiter ausbaute. Am Ende des Spieljahres standen 24 Treffer und sechs Torvorlagen zu Buche, was ihn auf den ersten Platz in Torschützenliste der Universität vorrücken ließ. Zum Abschluss dieser Spielzeit hatte er aufgrund seiner Offensivstärke auch schon seine ersten Schulrekorde geknackt. Zu den individuellen Erfolgen im Jahr 1997 zählen unter anderem die Wahl ins First-Team-All-Atlantic-10, in das er bereits 1996 erstmals gewählt wurde, oder die Auszeichnung mit dem Vincent T. Lombardi Award. Seine 24 Treffer machten ihn zum führenden Torschützen der NCAA Division I Men’s Soccer Championship. Auf akademischer Ebene wurde er 1996/97 mit einem Durchschnitt von 98 %, 1400 Punkten bei seinem SAT und einem daraus resultierenden GPA von 3.7 zum Scholar-Athlete-of-the-Year der Fordham University gewählt.
Noch einmal steigern konnte er seine Leistung im abschließenden Senior-Jahr 1998, als er insgesamt 24 Tore erzielte und weitere zehn für seine Mannschaftskollegen vorbereitete. Zu diesem Zeitpunkt galt Wolyniec bereits als der produktivste Angriffsspieler in der Geschichte der Fordham Rams. Aufgrund seiner bisherigen Leistungen, aber vor allem aufgrund seiner Offensivstärke im Abschlussjahr, wurde er in diesem Jahr als Fordham-Male-Athlete-of-the-Year und als Atlantic-10-Player-of-the-Year ausgezeichnet, sowie zum dritten Mal in Folge ins First-Team-All-Atlantic-10 gewählt. Auch in diesem Jahr führte der All-American von 1998 die NCAA Division I in Toren an und erhielt nach 1997 zum zweiten Mal den Vincent T. Lombardi Award. Nicht nur auf sportlicher, sondern auch auf akademischer Ebene hoch dekoriert. Dabei wurde er 1998 als Third-Team-Academic-All-American® und 1999 als First-Team-Academic-All-American® ausgezeichnet. Seine Studienzeit schloss er innerhalb von dreieinhalb Jahren ab, um nebenbei sogar mit der US-amerikanischen Fußballnationalmannschaft zu trainieren. Im Verlauf seiner College-Laufbahn brachte es der Stürmer auf eine Bilanz von 80 Einsätzen, bei denen er 75 Tore erzielte und weitere 34 vorbereitete, was insgesamt 184 Scorerpunkten entspricht.
2005 wurde John Wolyniec für seine Leistungen um den Fußballsport in die Sport-Hall-of-Fame der Fordham University aufgenommen. Noch heute (Stand: Juli 2016) hält er sieben Schulrekorde der Fordham University. So weist er die meisten Tore (75), Assists (34), Scorerpunkte (184), Einsätze (80) und Einsätze von Beginn an (77) in einer College-Karriere auf. Mit all diesen Karriererekorden überbot er die bisherigen Bestleistungen aus den 1970ern um ein gehöriges Stück. Des Weiteren hält er noch die Rekorde für die meisten Tore in einer Saison (25, 1998) und die meisten Scorerpunkte in einer Saison (60, 1998). In beiden dieser Kategorien wird er von sich selbst auf dem zweiten Platz verfolgt und zwar mit 24 Toren im Jahre 1997 und 54 Scorerpunkten im selben Jahr. Bei der vierten NYC Soccer Gala im New York Athletic Club wurde Wolyniec im Jahre 2016 geehrt und ist nach Trainer Frank Schnur (2013), Mark Lugris ’83 (2014) und Jack Shannon ’85 (2015) der vierte Ram, dem diese Ehre zuteilwurde.

### Vereinskarriere

#### MetroStars und Long Island Rough Riders
Seine eigentliche Vereins- und Profikarriere begann daraufhin im Jahre 1999, als er über den MLS College Draft 1999, den vierten und letzten Draft dieser Art, als siebenter Pick in der ersten Runde zu den MetroStars gedraftet wurde. Seine Erfolge im College-Fußball konnten in der Major League Soccer, der höchsten Fußballliga auf dem nordamerikanischen Kontinent, nicht überzeugen und so wurde Wolyniec entlassen, noch ehe er ein einziges Spiel für die MetroStars absolviert hatte. In weiterer Folge kam er bei den Long Island Rough Riders in der damaligen USL A-League, der Zweitklassigkeit im nordamerikanischen Fußballligasystem, unter. Hierbei bildete er mit dem Serben Darko Kolić ein erfolgreiches und kongeniales Angriffsduo. Während Kolić in 25 Spielen 17 Treffer erzielte und weitere neun vorbereitete, war Wolyniec in 27 Partien 15 Mal erfolgreich und steuerte sieben Assists bei.  Am Saisonende belegte er mit den Long Island Rough Riders den dritten Tabellenplatz in der Northeast Division der Eastern Conference und damit in einer Staffel der viergleisigen Zweitklassigkeit. Bei den nachfolgenden Conference-Quarterfinals der Eastern Conference erzielte John Wolyniec zwar ein Tor gegen die Pittsburgh Riverhounds, ein noch junges Fußballfranchise aus Pittsburgh, konnte aber die nachsichziehende 3:4-Niederlage und ein Ausscheiden aus den Play-offs nicht abwenden. Von den Erfolgen auf Long Island begeistert, holten ihn die Verantwortlichen der MetroStars wieder zurück ins Team, wobei er noch bei seinem Debütspiel in der MLS auch seinen ersten Treffer in der Erstklassigkeit erzielte. Dennoch verlief die Saison unter dem erfahrenen Bora Milutinović schlecht und gilt bis heute (Stand: Juli 2016) mit lediglich sieben Siegen aus 32 Spielen als die schlechteste Spielzeit in der Geschichte des Franchises. Bis zum Ende des Spieljahres hatte es John Wolyniec auf vier Meisterschaftseinsätze gebracht; sein Tor im Debütspiel sollte sein bislang einziges in der Major League Soccer bleiben.
Seine nächste Station war das von Bob Bradley trainierte MLS-Franchise Chicago Fire, bei dem er anfangs jedoch auch nicht zum erhofften Durchbruch kam und es im Spieljahr 2000 auf lediglich 15 Ligaauftritte und einen Treffer brachte. Hierher kam Wolyniec als Re-Draft über den MLS SuperDraft 2000, wobei er jedoch erst der 44. Pick war, der gezogen wurde. Das restliche Jahre wurde er verliehen und absolvierte so unter anderem drei torlose Ligaspiele für das kurzzeitig in der USL A-League auftretende MLS-Pro-40-Team, das aus lauter Generation-Adidas-Spielern bestand und bei dem er eine Torvorlage machte.  Des Weiteren war er in vier Meisterschaftsspielen für deren Ligakonkurrenten Milwaukee Rampage im Einsatz und war unter Trainer Bora Sučević mit drei Treffern sehr torgefährlich.  Bereits einen Monat vor seinen ersten Pflichtspieleinsätzen für das Team aus Milwaukee war er bereits bei einem 2:1-Freundschaftsspielsieg von Chicago Fire als Doppeltorschütze erfolgreich. Mit seinem Stammteam aus Chicago konnte er in diesem Jahr die Central Division der in drei Staffeln aufgeteilten Major League Soccer gewinnen und rangierte im Gesamtranking auf dem zweiten Tabellenplatz; punktegleich, jedoch mit einer zwei Zähler schlechteren Tordifferenz, hinter dem Franchise Kansas City Wizards auf dem ersten Rang. Im Spiel um die Meisterschaft, dem sogenannten MLS Cup, das nach dem Absolvieren der nachfolgenden Play-offs ausgetragen wird, setzten sich die Kansas City Wizards nach einem Molnar-Treffer knapp mit 1:0 durch. Im Lamar Hunt U.S. Open Cup des Jahres 2000 setzte sich das Team aus Chicago im Finale mit 2:1 gegen Miami Fusion durch, was nach dem Meistertitel 1998 der zweite große Titel in der noch jungen Geschichte des Franchises war. An den erfolgreichen Stürmern des Teams, rund um Josh Wolff, Christo Stoitschkow oder dem ebenfalls offensiv agierenden Mittelfeldakteur Dmytro Kowalenko, kam John Wolyniec nicht vorbei und absolvierte auch im Spieljahr 2001 lediglich vier Meisterschaftsspiele für Chicago Fire, wobei er einen Treffer beisteuerte.

#### Wechsel zu New England Revolution und Rochester Raging Rhinos
In weiterer Folge musste John Wolyniec einen weiteren Wechsel antreten, der ihn diesmal, im Tausch für Eric Wynalda, zum MLS-Franchise New England Revolution brachte. Dort angekommen, hatte er jedoch keine lange Zukunft in Aussicht; bereits nach einer Begegnung, einem der letzten Spiele im bald darauf abgerissenen Foxboro Stadium, wurde er vom Franchise wieder entlassen. Die nächsten zwei Jahre sollte er daraufhin wieder in der zweitklassigen A-League verbringen, wo er zuerst bei den Rochester Raging Rhinos unterkam. Beim Team aus Rochester, New York, war er weniger als torgefährlicher Stürmer bekannt, wobei er in 15 Ligapartien im Spieljahr 2001 lediglich ein Tor erzielte. Nach einem zweiten Platz, mit einem Punkt Rückstand auf die Hershey Wildcats, in der Northern Conference der dreigleisig verlaufenden zweithöchsten Spielklasse schafften die Rhinos problemlos den Einzug in die nachfolgenden Play-offs. Während dieser verstarb unter anderem Wolyniecs Mannschaftskollege Mickey Trotman bei einem Autounfall in seiner trinidadisch-tobagischen Heimat. Obgleich des Verlustes des Teamkameraden schafften es die Rhinos rund um den polnischstämmigen John Wolyniec bis ins Play-off-Finale gegen die bereits genannten Hershey Wildcats und gingen nach zwei Treffern durch den später in Österreich spielenden Bulgaren Stoian Mladenov mit 2:0 als Sieger vom Platz. Des Weiteren brachte es Wolyniec auf einen Einsatz im Lamar Hunt U.S. Open Cup 2001, wo das Team bereits in der zweiten Runde ausgerechnet gegen die Hershey Wildcats mit 0:1 ausschied.

#### Zweiter Meistertitel in der A-League
Seine torreichste Zweitligasaison nach dem Debüt im Jahre 1999 hatte er daraufhin im Spieljahr 2002, als er für den Ligakonkurrenten Milwaukee Rampage in Erscheinung trat. Hier bildete er mit dem ehemaligen simbabwischen Internationalen Vitalis „Digital“ Takawira, mit dem er bereits während seiner Leihphase im Jahre 2000 zusammengespielt hatte, ein kongeniales und torgefährliches Offensivduo. Während Takawira in dieser Saison neun Tore und acht Torvorlagen beisteuerte, waren es bei Wolyniec zehn Treffer, sowie fünf Assists. Mit der Mannschaft schaffte er als Sieger der Central Division der Western Conference, einer von mittlerweile vier parallel laufenden Staffeln der A-League, in die nachfolgenden Play-offs, in denen das Team nur knapp den Einzug ins Finale schaffte. Dort konnte sich John Wolyniec als Held des Abends durchsetzen, erzielte kurz vor Ende der ersten Halbzeit den 1:0-Führungstreffer und bereitete, nach zwischenzeitlichem Ausgleich der Richmond Kickers, in der Verlängerung das Golden Goal für Siniša Angelovski vor. Aufgrund seiner bisherigen Leistungen und seinem Tor und der Torvorlage im Finalspiel wurde ihm am Ende der Titel MVP der A-League verliehen. Des Weiteren schaffte er es mit Milwaukee Rampage bis ins Viertelfinale des Lamar Hunt U.S. Open Cup 2002, wo er in allen drei Partien seiner Mannschaft eingesetzt wurde und einen Treffer erzielte. Des Weiteren absolvierte er fünf Spiele im Ligapokal des Jahres 2002, wobei er zwei Mal als Torschütze erfolgreich war und es somit auf insgesamt 34 Einsätze und 13 Tore im gesamten Jahr 2002 gebracht hatte.

#### Erfolgreicher Wechsel zurück in die MLS
Von den Verantwortlichen in der Major League Soccer blieben Wolyniecs Erfolge in der zweithöchsten Fußballliga des Kontinents nicht unbemerkt. Sein ehemaliger Trainer bei Chicago Fire, Bob Bradley, holte ihn über den MLS Supplemental Draft 2003 zu dessen neuer Trainerstation und Wolyniecs ehemaligen Arbeitgeber, den MetroStars. Hier fand Wolyniec endlich zu seinem erhofften Durchbruch und konnte in seinen rund zweieinhalb Spielzeiten einige wichtige Tore erzielen. Dabei waren auch einige Golden Goals, die die Major League Soccer zwischen 2000 und 2003 auch bei Ligaspielen eingeführt hatte, sowie einige wichtige Siegestreffer. Als Stammspieler brachte er es so auf 25 Ligaauftritte, in denen er fünf Treffer erzielte. Mit den MetroStars schied er noch früh in den Conference-Semifinals der Play-offs aus, konnte sich aber mit der Mannschaft im Lamar Hunt U.S. Open Cup 2003 durchsetzen. Im Pokal wurde Wolyniec von Bradley in allen fünf Partien eingesetzt, erzielte zwei Tore und schied mit den MetroStars erst im Finalspiel mit 0:1 gegen seinen früheren Arbeitgeber Chicago Fire aus. Weiters wurde er auch in einem Ligapokalspiel 2003 eingesetzt, in dem er selbst torlos blieb.
Im Spieljahr 2004 agierte der 1,85 m große Angriffsspieler und Mannschaftskapitän offensiver als im vorangegangenen Jahr 2003 und schoss zehn Tore in allen 30 Ligaspielen. Hierbei konnte er sich, obgleich vor Saisonbeginn ein Trio ausländischer Stürmer verpflichtet wurde, gegen die Konkurrenz innerhalb der Mannschaft durchsetzen. Mit der Mannschaft lief es ähnlich wie im Jahr zuvor, noch früh schieden die MetroStars in den Play-offs aus und konnten sich auch im Lamar Hunt U.S. Open Cup 2004 nicht durchsetzen, wo sie dem Zweitligisten Charleston Battery bereits in der vierten Runde, dem ersten Auftritt der MetroStars im diesjährigen Pokal, mit 0:1 unterlagen. Zu seinen 30 Einsätzen in der Liga kam Wolyniec auch zu einem Einsatz im Pokal, sowie zu zwei Einsätzen im Ligapokal, wobei er in beiden Wettbewerben torlos blieb. Bereits vor dem offiziellen Saisonstart 2004 zeigte der aus Staten Island stammende Stürmer von seiner Offensivqualität, als er bei einem 3:1 in einem Freundschaftsspiel gegen den portugiesischen Erstligisten Boavista Porto zwei Tore erzielte und das dritte für seine Teamkollegen vorbereitete. Durch seinen Leistungen schaffte er auch den Sprung in die US-amerikanische Fußballnationalmannschaft, für die er in diesem Jahr zwei Länderspiele absolvierte.

#### Über Columbus Crew und LA Galaxy wieder zurück nach New York

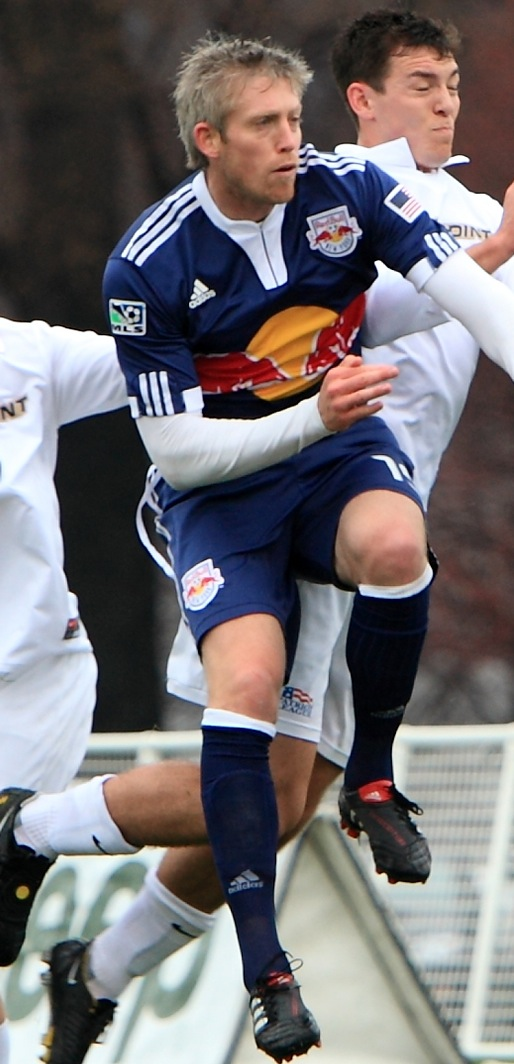
John Wolyniec in einem Freundschaftsspiel im Jahre 2010

Das Spieljahr 2005 bei den MetroStars dauerte für den noch Mitte der 2000er Jahre früh ergrauten Wolyniec nicht lange. Nach nur acht Ligaeinsätzen, in denen er zwei Tore und drei Vorlagen machte, wurde er im Tausch für seinen ehemaligen Sturm-Partner bei Chicago Fire, Ante Razov, an dessen derzeitigen Arbeitgeber, Columbus Crew, abgegeben. Seine Stelle als Mannschaftskapitän bei den MetroStars übernahm die routinierte Neuverpflichtung Youri Djorkaeff. Bei der Crew fand er jedoch nicht den richtigen Anschluss und kam so zu lediglich drei Treffern in 17 Ligaspielen, sowie zu einem für ihn persönlich torlosen Einsatz im Pokalwettbewerb 2005. Zehn Jahre nach der Gründung der Major League Soccer war John Wolyniec mit einem sehenswerten Treffer, den er im Jahr 2003 gegen Columbus Crew erzielt hatte, einer der Finalisten für das Sierra Mist Goal of the Decade; die Auszeichnung ging im März 2006 jedoch an Carlos Ruiz, der den Preis ein Jahr zuvor für ein gegen D.C. United erzieltes Fallrückziehertor erhielt. Nachdem er 2006 noch ein einziges Ligaspiel für Columbus Crew absolviert hatte, war er gleich darauf im Mai 2006 Teil eines 4-Spieler-Deals zwischen dem Franchise aus Columbus, Ohio, und dem MLS-Franchise Los Angeles Galaxy. In dessen Folge absolvierte er zehn Meisterschaftsspiele für das Team von der Westküste und kam dabei einmal zum Torerfolg. Nach nur wenigen Monaten beim neuen Team brach für Wolyniec, der etwas mit der Entfernung zu seiner Heimat zu kämpfen hatte, im August 2006 eine dritte Ära bei den mittlerweile als New York Red Bulls bekannten ehemaligen MetroStars an. In diesem Jahr wurde er auch offiziell in die Staten Island Sports Hall of Fame aufgenommen.
Nach der Rückkehr an die Ostküste kam er im Spieljahr 2006 bereits bei seinem dritten MLS-Franchise zum Einsatz und absolvierte für die NYRBs elf Ligaspielen, in denen er drei Mal zum Torerfolg kam und zwei Assists beisteuerte. Wie schon in der Vergangenheit kam die Mannschaft in den Play-offs nicht weiter und schied bereits in ihrem ersten Spiel gegen D.C. United aus. Im Lamar Hunt U.S. Open Cup 2006 kam die Mannschaft zwar über das erste Spiel hinaus, unterlag aber im zweiten Spiel, dem Viertelfinale, ebenfalls D.C. United. John Wolyniec wurde in diesem Jahr noch in zwei Ligapokalspielen eingesetzt. Nachdem unter Trainer Bruce Arena, der erst im Sommer 2006 Interimstrainer Richie Williams abgelöst hatte, die Erfolge ausblieben und ihn dieser ab dem Spieljahr 2007 nur mehr als Ersatzspieler und weniger als Stammkraft einsetzte, kam Wolyniec nie mehr wirklich zum Durchbruch. Im Spieljahr 2007 kam er immerhin noch auf 21 Ligaauftritte, von denen er allerdings in lediglich 13 von Beginn an am Rasen war. Gegen die Konkurrenz rund um Neuverpflichtung Juan Pablo Ángel und den als Wunderkind gehandelten Jozy Altidore hatte Wolyniec wenig Aussichten auf einen Stammplatz in der Angriffsreihe seines Teams.
Nachdem Arenas Vertrag ausgelaufen war, wurde mit dem Kolumbianer Juan Carlos Osorio ein neuer Trainer unter Vertrag genommen, unter dem Wolyniec allerdings ebenfalls nicht für die Startformation Verwendung fand. In seinen 19 Meisterschaftseinsätzen in der Major League Soccer 2008 kam der aus Staten Island stammende Angreifer in lediglich fünf Spielen von Beginn an zum Einsatz und blieb in diesem Jahr, was zuvor noch nie der Fall gewesen ist, auf Profiligaebene torlos. Als lediglich Fünftplatzierter der Eastern Conference schaffte die Mannschaft den Einzug in die nachfolgenden Play-offs, in denen Wolyniec von Trainer Osorio überraschend in der Stammelf eingesetzt wurde. Gleich im ersten Spiel gegen den amtierenden Meister Houston Dynamo lieferte Wolyniec die Vorlage zu Juan Pablo Ángels 1:0-Führungstreffer; das Hinspiel endete in einem 1:1-Remis. Im nachfolgenden Rückspiel setzten sich die New York Red Bulls mit 3:0 durch, wobei John Wolyniec in der 81. Spielminute den Treffer zum 3:0-Entstand erzielte und als Schlüsselfigur der Mannschaft für das Weiterkommen im Bewerb galt. Nachdem die Mannschaft in den Conference Finals auch noch das Franchise Real Salt Lake mit 1:0 besiegte und so den Einzug in den MLS Cup, das Endspiel der Saison, sicherte, erzielte Wolyniec bei der späteren 1:3-Niederlage gegen Columbus Crew den einzigen Treffer seines Team, zu diesem Zeitpunkt das Tor zum 1:1-Ausgleich. Neben den Erfolgen in der Liga sah es für das Team im Lamar Hunt U.S. Open Cup 2008 weniger erfreulich aus, nachdem man bereits im ersten Spiel in der dritten Runde dem Drittligisten Crystal Palace Baltimore mit 0:2 unterlag. Im Ligapokal absolvierte er vier Spiele und traf zwei Mal ins gegnerische Tor. Erfolgreicher war er in diesem Jahr in der Reservemannschaft, die er als teaminterner Torschützenkönig mit acht Toren und drei Assists aus elf Einsätzen anführte.
Im Spieljahr 2009 kam der mittlerweile 32-Jährige anfangs noch unter Trainer Juan Carlos Osorio zum Einsatz, der ab 21. August durch den bisherigen Co-Trainer Richie Williams erneut als Interimstrainer abgelöst wurde. In diesem Spieljahr absolvierte er 20 Ligaeinsätze, von denen er in acht von Beginn an startete, und erzielte dabei zwei Tore und bereitete ein weiteres für seine Teamkollegen vor. Die Saison endete für ihn jedoch bereits Anfang Oktober, nachdem er sich einer Operation, bei der Knochensplitter aus seinem rechten Knöchel entfernt wurden, unterzog. Im Endklassement der Liga belegte er mit den New York Red Bulls den siebenten und damit letzten Platz der Eastern Conference und scheiterte mit der Mannschaft auch an Qualifikation zum Lamar Hunt U.S. Open Cup 2009, als er in den Qualification Finals D.C. United mit 3:5 unterlag. Hierbei wurde er in beiden Spielen seiner Mannschaft eingesetzt und traf dabei einmal in den Qualification Semifinals gegen die San José Earthquakes. Ebenfalls als Torschütze erfolgreich war Wolyniec im Qualifikationsrundenrückspiel zur CONCACAF Champions League 2009/10 gegen das trinidadisch-tobagische Team W Connection, das mit 1:2 verloren wurde, womit er der einzige Spieler der NYRBs ist, der in diesem Jahr in allen drei Hauptwettbewerben mindestens einmal zum Torerfolg kam.
Nachdem er monatelang ausgefallen war, kehrte er unter Trainer Hans Backe wieder zurück in die Mannschaft, konnte aber nach seiner Verletzungspause nicht mehr an seine vorherigen Leistungen anschließen. Auf einen Kurzeinsatz im ersten Saisonspiel 2010 folgten binnen eines Monats zwischen Mai und Juni 2010 drei weitere Ligaeinsätze und zwei Partien, in denen er lediglich auf der Ersatzbank saß. Der Grund für diese Einsätze war seine überragende Leistung in der Qualifikation zum Lamar Hunt U.S. Open Cup 2010, als er bei einem 3:0-Sieg über New England Revolution im Doppelpack traf und ihm dies zwei Wochen später bei einem 3:0-Erfolg über die Colorado Rapids ein weiteres Mal gelang.
Mit der Mannschaft schied er, nach erfolgreicher Qualifikation, jedoch bereits im ersten Spiel, der Achtelfinalbegegnung gegen die Harrisburg City Islanders, vom laufenden Turnier aus. Das Spiel gegen die Islanders, das erst nach 120 Minuten in der Verlängerung endete und bei dem Wolyniec über die gesamte Spieldauer zum Einsatz kam, sollte zugleich der letzte Profipflichtspieleinsatz in seiner aktiven Karriere als Fußballspieler bleiben. Nur einen Monat später wurde er von den Verantwortlichen des Franchises entlassen, um Platz für die prominente Neuverpflichtung Thierry Henry zu machen. In weiterer Folge gab Wolyniec am 9. November 2010 sein offizielles Karriereende bekannt und verlautbarte gleichzeitig eine Vollzeitposition an der New York Red Bulls Academy, der franchiseeigenen Akademie, anzunehmen. Zu diesem Zeitpunkt war der Publikumsliebling hinter Mike Petke der Spieler mit den zweitmeisten Einsätzen in der seit 1996 andauernden Geschichte des Franchises. Heute (Stand: Juli 2016) liegt er in der zusammenfassenden Bilanz (MLS-, MLS-Cup-, US-Open-Cup- und Champions-League-Einsätze) auf dem vierten Platz hinter Mike Petke, dem noch immer für die New York Red Bulls aktiven Dax McCarthy und Dane Richards. In der Liste mit den meisten Toren für das Franchise rangiert er aktuell auf dem siebenten Platz. Zudem hält er noch zwei offizielle Rekorde des Franchises. Zum einen ist er mit 14 Spielen der NYRB-Spieler mit den meisten Einsätzen im Lamar Hunt U.S. Open Cup, zum anderen ist er mit sieben Treffern auch der torgefährlichste NYRB-Spieler in diesem Wettbewerb.

### Nationalmannschaftskarriere
Bereits zum Ende seiner College-Zeit trainierte der zu dieser Zeit so offensivstarke und torgefährliche Wolyniec mit dem US-amerikanischen Fußballnationalteam, wurde aber noch nicht für offizielle Auswahlen oder Länderspiele berücksichtigt. Ab dem Jahr 2004 sammelte er daraufhin regelmäßig Erfahrung in der Nationalelf seines Heimatlandes, in die ihn sein späterer Trainer bei den New York Red Bulls und seit 1998 amtierender Nationaltrainer Bruce Arena erstmals im Januar 2004 einberufen hatte. Für sein Heimatland debütierte er schließlich am 18. Januar 2004 in einem freundschaftlichen Länderspiel gegen Dänemark, das in einem 1:1-Remis endete. Dabei war er einer von acht Debütanten in der Fußballnationalmannschaft der Vereinigten Staaten. Nachdem ihn Arena Ende des Monats zu einem Trainingscamp an der IMG Soccer Academy in Bradenton, Florida, als Vorbereitung für ein Freundschaftsspiel gegen die Niederländische Fußballnationalmannschaft, erneut in den 17-Mann-Kader geholt hatte, kam er bald darauf zu seinem zweiten Länderspieleinsatz für The Red, White & Blue. Nach seinem wenige Minuten dauernden Kurzeinsatz gegen Dänemark, als er erst in der 88. Minute für Chris Armas auf den Rasen kam, absolvierte er am 13. März 2004 seinen nächsten Einsatz gegen Haiti. Bei der ebenfalls 1:1 endenden Partie war Wolyniec diesmal von Beginn an im Einsatz und wurde erst in Minute 83 durch Jovan Kirovski ersetzt.

### Trainerkarriere
Bereits während seiner aktiven Zeit als Fußballspieler war er nebenbei als Fußballtrainer aktiv und trainierte jahrelang beim lokalen Jugendausbildungsverein Staten Island United und unterhielt sein eigens Fußballcamp mit dem Namen Breakaway Soccer Camp. Zum Karriereende als Aktiver hin arbeitete er auch als Co-Trainer der U-13-/U-14-Mannschaft der New York Red Bulls. Nachdem er in weiterer Folge eine Vollzeitposition an der New York Red Bulls Academy angenommen hatte, die er ab Januar 2011 bekleidete, war er daraufhin vorwiegend als Individualtrainer im technischen Bereich tätig. Mitte Februar 2013 wurde John Wolyniec zum Trainer der Reservemannschaft und Koordinator in der Spielerentwicklung ernannt, nachdem er zuletzt die Position als Cheftrainer der U-23-Akademiemannschaft ausübte, und war in dieser Rolle in den nachfolgenden zwei Jahren aktiv, ehe ihm Anfang März 2015 die Rolle als Cheftrainer der New York Red Bulls II, dem zweiten Profiteam der New York Red Bulls, mit Spielbetrieb in der drittklassigen nordamerikanischen United Soccer League, zuteilwurde. Davor hatte er 2013/14 noch Trainerkurse über das Elite-Formation-Coaching-License-Programm, das in einer Partnerschaft zwischen der MLS und der Fédération Française de Football gegründet worden war, absolviert. In seinem ersten Jahr als Profitrainer führte er seine Mannschaft zu einem vierten Platz im Endklassement der United Soccer League und somit zu einem Startplatz in den nachfolgenden Play-offs, in denen das Team erst in den Conference Semifinals gegen die Rochester Rhinos ausschied. In diesem Jahr, dem 20-jährigen Bestehen des Franchises, wurde er auch in die Auswahl Best 20 in 20, also die 20 besten Spieler in 20 Jahren MetroStars/New York Red Bulls, gewählt. Im Spieljahr 2016 rangierte Wolyniec mit den New York Red Bulls II am Ende der regulären Meisterschaft auf dem ersten Tabellenplatz und konnte sich mit dem Team auch in den nachfolgenden Play-offs gegen die Konkurrenz durchsetzen. Wolyniec wurde am Ende der Saison zum USL Coach of the Year gewählt. Nach dem erfolgreichen Spieljahr 2016 rangierte Wolyniec mit den New York Red Bulls II am Ende der regulären Meisterschaft 2017 mit dem siebenten Platz nur auf einem Platz im Tabellenmittelfeld, auf dem man sich nur knapp für die saisonabschließenden Play-offs qualifizieren konnte. Dabei scheiterte die Mannschaft erst in den Conference Finals im Elfmeterschießen gegen den Louisville City FC, gegen den man ein Jahr zuvor noch den Einzug ins Finalspiel geschafft hatte.
Ein ähnliches Schicksal ereilte die NYRBs II auch im Spieljahr 2018, als sie nach einem fünften Platz in der regulären Meisterschaft abermals in den Conference Finals gegen den Louisville City FC ausschieden. Im Oktober 2018 wurde der gebürtige New Yorker zum USL Coach of the Month gewählt. Das Spieljahr 2019 beendete er mit der Mannschaft auf dem sechsten Tabellenplatz der regulären Saison und schaffte damit nur knapp den Einzug in die Play-offs, in denen das Team wiederum frühzeitig in den Conference Quarterfinals gegen Indy Eleven ausschied. Im März 2020 erhielt Wolyniec neben John Harkes, Troy Lesesne, Michael Nsien und Marcelo Serrano die U.S. Soccer Pro Coaching License. Im Spieljahr 2020, das aufgrund der COVID-19-Pandemie nach einer Meisterschaftsunterbrechung nach der ersten Spielrunde Anfang März ab Juli 2020 in einem gänzlichen neuen Format ausgetragen wurde – die Teams der beiden Conferences traten in acht kleinen Gruppen zu je vier oder fünf Mannschaften (mit geografischer Nähe zueinander) gegeneinander an – konnten die New York Red Bulls II nicht mehr an die Leistungen der vorangegangenen Jahre anschließen und rangierten nach 16 Meisterschaftsspielen mit fünf Siegen und elf Niederlagen nur auf dem dritten Platz der Gruppe F, wodurch sie auch deutlich an der Teilnahme an den saisonabschließenden Play-offs scheiterten. Nachdem er die Mannschaft im Spieljahr 2021, das wieder im gewohnten Format in zwei Conferences mit anschließenden Play-offs gespielt wurde, abermals nicht in die Play-offs führen konnte, trat Wolyniec nach sieben Spielzeiten als Trainer der New York Red Bulls II zurück und übergab das Traineramt an den bisherigen Akademiedirektor der Seattle Sounders, den Engländer Gary Lewis, der vor seinem bisherigen Co-Trainer Ibrahim Sekagya unterstützt wurde. Unter seiner Führung hatte es das Team fünfmal in die Play-offs geschafft und konnte davon einmal den Meistertitel gewinnen.

### Wechsel in die Führungsebene
Am 20. Mai 2022 wurde John Wolyniec als neuer Technischer Direktor des Major-League-Soccer-Franchises San José Earthquakes vorgestellt. Diese Position wurde bis zum November 2021 von Chris Leitch bekleidet, der in weiterer Folge zum General Manager des Franchises befördert worden war.

## Spielstil
Nachdem Wolyniec zu Beginn seiner Karriere als Mittelfeldspieler unter Hall-of-Famer Jack Hynes an der Monsignor Farrell High School auf Staten Island in Erscheinung trat, entwickelte er sich vor allem in seiner College-Zeit zu einem schnellen Stürmer. Ness Selmani, damals noch Co-Trainer an der Fordham University und in späteren Jahren Cheftrainer der dortigen Damenfußballmannschaft, beschrieb ihn bereits im Jahre 1997 als täuschend schnellen und starken Spieler am Ball, der aufgrund seiner Körpergröße auch bei Kopfballsituationen gut in der Luft ist. Des Weiteren galt er bereits damals als beidbeinig ballsicher und mit einer überragenden Spielintelligenz ausgestattet, mit der er den Großteil seiner Mitspieler übertraf. Weiters fügte Selmani, unter dessen lokalen Jugendausbildungsverein auf Staten Island Wolyniec früher ebenfalls gespielt hatte, hinzu, dass Wolyniec immer seine Laufwege genau kannte und immer wusste, wann er Dribbeln oder Schießen musste. Außerdem wurden von Ness Selmani die Winkel gelobt, aus denen Wolyniec oftmals zum Torerfolg kam.

## Erfolge

### Vereinserfolge als Spieler

#### Chicago Fire
- 1× Sieg des Lamar Hunt U.S. Open Cup: 2000

#### Rochester Raging Rhinos
- 1× Meister der USL A-League: 2001

#### Milwaukee Rampage
- 1× Meister der USL A-League: 2002

#### MetroStars/New York Red Bulls
- 1× Finalist im Lamar Hunt U.S. Open Cup: 2003
- 1× Sieger der MLS Western Conference (Play-offs), sowie Finalist im MLS Cup: 2008

### Vereinserfolge als Trainer

#### New York Red Bulls II
- 1× Meister der United Soccer League: 2016

### Individuelle Erfolge

#### Fordham University
- 3× First-Team-All-Atlantic-10: 1996, 1997 und 1998
- 2× Vincent T. Lombardi Award: 1997 und 1998
- 2× Bester Torschütze der NCAA Division I Men’s Soccer Championship: 1997 und 1998
- 1× Fordham-Scholar-Athlete-of-the-Year: 1996/97
- 1× Fordham-Male-Athlete-of-the-Year: 1998
- 1× Atlantic-10-Player-of-the-Year: 1998
- 1× All-American: 1998
- 1× Third-Team-Academic-All-American®: 1998
- 1× First-Team-Academic-All-American®: 1999
- aktuell (Stand: Juli 2016) noch immer siebenfacher Rekordhalter der Fordham Rams:
  - meiste Tore in einer College-Karriere: 75
  - meiste Assists in einer College-Karriere: 34
  - meiste Scorerpunkte in einer College-Karriere: 184
  - meiste Einsätze in einer College-Karriere: 80
  - meiste Einsätze von Beginn an in einer College-Karriere: 77
  - meiste Tore in einer Saison: 25 (1998)
  - meiste Scorerpunkte in einer Saison: 60 (1998)
- Aufnahme in die Sport-Hall-of-Fame der Fordham University: 2005

#### Milwaukee Rampage
- MVP der USL A-League: 2002

#### MetroStars/New York Red Bulls
- Wahl in die Auswahl Best 20 in 20: 2016

#### New York Red Bulls II
- Wahl zum USL Coach of the Year: 2016
- Wahl zum USL Coach of the Month: Oktober 2018

#### Weiteres
- Ehrung bei der NYC Soccer Gala: 2016
- Gesperrte Rückennummer 9 an der Monsignor Farrell High School: seit Herbst 2014
- Aufnahme in die Staten Island Sports Hall of Fame: 2006

## Privates
Am 24. Februar 2013 heiratete er seine Lebensgefährtin Patricia „Tricia“ Castellano, mit der er bis 2014 in einem gemeinsamen Haus in Woodbridge Township, New Jersey, und seit Sommer 2014 in einem gemeinsamen Haus in Morris Plains, New Jersey, lebt.
Im Herbst 2014 wurde John Wolyniecs Rückennummer 9, auf die er während seiner Zeit an der Monsignor Farrell High School drei Jahre lange warten musste und die er erst in seinem Abschlussjahr erhielt, als Anerkennung seiner Leistungen für die Ewigkeit gesperrt und wird nie wieder an einen Fußballspieler der High School vergeben werden.